# Кривенко, Дмитрий Валерьевич
Дмитрий Валерьевич Кривенко, также известный как Smoove (род. 11 сентября 1990, Комсомольское, Украина) — украинский баскетболист, чемпион мира по слэм-данкам, игрок американской выставочной команды «Гарлем Уизардс».

## Биография
Дмитрий Валерьевич Кривенко родился в украинском городе Комсомольское 11 сентября 1990 года. В детстве занимался баскетболом. Его старший брат увлекался баскетболом и умел делать слэм-данки, но сам Дмитрий на первых порах больше времени уделял игре. По собственному признанию, первый бросок сверху совершил в четырнадцатилетнем возрасте. В пятнадцать лет принял участие в своём первом конкурсе слэм-данков. В шестнадцатилетнем возрасте одержал первые победы на состязаниях в Запорожье и Харькове. Продолжал участвовать в соревнованиях до двадцати одного года, однако не считал это своей основной профессией, больше внимания уделяя баскетболу и баскетбольному фристайлу (жонглированию мячом). В 19-летнем возрасте Кривенко выступал в составе Высшей лиги, защищая цвета запорожской команды, а после попал в дублирующий состав киевского «Будивельника», откуда, впрочем, вскоре был отчислен.
В 2012 году Кривенко был приглашён на известный конкурс по броскам сверху London Midnight Madness, где хорошо проявил себя, уступив лишь спортсмену из США. После соревнований он познакомился со спортивным агентом и подписал контракт на участие в подобных конкурсах. В 2013 году одержал первую победу на международном конкурсе в Бирмингеме. После этого стал часто путешествовать по Европе и всему миру, профессионально участвуя в данк-контестах(соревнования по броскам сверху). Прозвище Smoove было взято из компьютерной игры NBA Live и использовалось Дмитрием в интернете, но позже закрепилось за ним и на соревнованиях.
После того, как Международная федерация баскетбола начала проводить чемпионаты мира по баскетболу 3x3, их неотъемлемой частью стали данк-контесты. Дмитрий Кривенко стал непременным участником этих состязаний и в 2016 году впервые выиграл их, став чемпионом мира по данкам. Турнир проходил в китайском Гуанчжоу, а Дмитрий Кривенко, который был фаворитом состязаний, выиграл квалификационные состязания, одержал победу в полуфинале и в финале по сумме трёх попыток опередил американца Альфонсо Маккинни. В 2018 году на соревнованиях в Маниле Кривенко удалось повторить свой успех, став двухкратным чемпионом мира по броскам сверху. В финале украинский спортсмен опередил француза Ги Дюпуи, реализовав все три попытки, в то время как соперник не сумел исполнить первый бросок.
Ещё в 2010 году в составе фристайл-команды «Герои площадок» Дмитрий Кривенко принял участие в телешоу «У Украины есть талант», где дошёл до финала. В 2011 году вместе с «Героями площадок» выступил в шоу «Минута славы» на ОРТ. В 2017 году украинский спортсмен принял участие во втором сезоне американского телевизионного шоу «Король данков». Во время дебютного выступления Кривенко выступил перед легендарными баскетболистами НБА Джулиусом Ирвингом и Шакилом О’Нилом, первый из которых сразу поставил Дмитрию оценку 100 баллов.
Помимо участия в конкурсах Дмитрий Кривенко ведёт собственный YouTube-канал. Кроме того вместе с другим украинским данкером Вадимом Поддубченко, также известным как Miller, Кривенко создал программу для тренировки прыжка JET, а также открыл интернет-магазин по продаже баскетбольной обуви и принадлежностей.
В 2020 году Дмитрий Кривенко перешёл в состав американской выставочной команды «Гарлем Глобтроттерс», став первым украинским игроком за всю историю коллектива. По словам Дмитрия, стать частью Глобтроттерс «было его мечтой с тех времён, когда он начал играть в баскетбол».

## Стиль
Один из самых известных слэм-данков в исполнении Дмитрия — бросок сверху после наброса самому себе со спины. По словам Кривенко, он ещё в детстве обратил внимание на этот технический элемент в исполнении Рекса Чепмена, после чего сделал его собственной «фишкой». К числу наиболее сложных технически бросков относится данк «Камикадзе», названный в честь одноимённого фристайлера из Японии, подобно которому Кривенко проносит в прыжке вращающийся мяч под ногой, чтобы затем забросить его. Smoove также исполняет целую вариацию бросков, при которых во время отталкивания мяч ударяется о пол и пролетает под ногой. Этот бросок принёс Кривенко второе звание чемпиона мира по слэм-данкам.
В 2020 году слэм-данк Дмитрия Кривенко, исполненный в финале сезона 2019 года в японской Уцуномии, был признан лучшим в истории мирового тура по баскетболу 3×3. Перед тем, как забросить мяч в кольцо правой рукой, Дмитрий пробросил его у себя за спиной, а также нанёс удар по паркету под ногой. Анонсируя этот бросок, ФИБА написали: «Вы видели когда-нибудь данк лучше этого? Сложнейший бросок, исполненный так непринуждённо, что вы не поверите своим глазам. Дмитрий „Smoove“ Кривенко снова доказал, что он один из лучших в этом деле.»